# Jeniecka Odznaka Tężyzny
Jeniecka Odznaka Tężyzny – odznaka ustanowiona w Oflagu IIC Woldenberg w 1942 roku. Miała za zadanie podtrzymanie odpowiedniej sprawności fizycznej jeńców. Przyznawano ją za wykonanie ustalonych ćwiczeń: marszu, rzutu piłką lekarską, pchnięcia kulą i skoku w dal. W sumie Jeniecką Odznakę Tężyzny przyznano ponad 2400 osobom. JOT była przyznawana także w innych oflagach m.in. w Murnau.